# Teresa Izquierdo
Teresa Izquierdo (10 tháng 3 năm 1934 – 27 tháng 7 năm 2011) là một đầu bếp bậc thầy người Peru. Được gọi một cách trìu mến là "mẹ của thức ăn Peru", bà đã thành lập nhà hàng nổi tiếng El Rincón Que No Conoces  ("Góc mà bạn không biết"), trong một khu phố của tầng lớp lao động ở Lima, nhận được sự hoan nghênh trong và ngoài của đất nước là một trong những người đề xướng chính của ẩm thực crioche ven biển truyền thống. Với tính cách khiêm tốn, bà nhấn mạnh trong các cuộc phỏng vấn về việc được gọi là người nấu ăn hơn là đầu bếp. Một cuộc thi dành cho các đầu bếp nấu súp hàng đầu được đặt theo tên bà.

## Tiểu sử
Teresa Izquierdo sinh ra ở huyện Lince, tỉnh Lima, Peru, trong hoàn cảnh gia đình khiêm tốn. Cha bà đến từ huyện Rímac và mẹ cô đến từ Cañete. Về di sản châu Phi, Teresa được mẹ dạy từ khi còn rất nhỏ cách nấu các công thức nấu ăn được thừa hưởng từ bà ngoại bởi mẹ cô, người được tìm kiếm như một đầu bếp của những ngôi nhà giàu có ở thủ đô. Teresa đã phát hiện ra tài năng nấu nướng của riêng mình vào năm tám tuổi khi cô phụ trách bếp thành công sau khi mẹ bà bị ốm.
Năm 1978, Izquierdo quyết định mở nhà hàng của riêng mình, được đặt tên là "El Rincon Que No Conoces" (El RQNC), ban đầu ra mắt để bán các món tráng miệng trên đường phố Lince, trên nguồn gốc Afro-Peru của bà để sản xuất các món ăn truyền thống chất lượng cao của bà. Theo Catherine Contreras, "vào ngày 28 tháng 4 năm 1978, chỉ với số vốn S/. 300, bà đã mở một địa điểm nhỏ trên Av. Petit Thouars gọi là 'El Rincón que no Conoces.' Bà ấy đã ở đó 20 năm, cho đến khi bà ấy chuyển đi cách đó vài dãy nhà. Một đêm nọ, bà đóng cửa nhà hàng của mình và sáng hôm sau, bà ấy mở ở khu ba của Bernardo Alcedo, cũng ở Lince. "  Khi sự phổ biến của nhà hàng lan rộng, nhóm khách hàng thân thiết của bà bao gồm các chính trị gia, doanh nhân, nghệ sĩ và nhà báo, người dân địa phương cũng như khách du lịch, El RQNC tiếp tục trở thành một trong những nhà hàng nổi tiếng nhất ở Lima, và Teresa Izquierdo trở thành một cái tên quen thuộc, viết sách và xây dựng sự hiện diện truyền thông quan trọng thông qua nhu cầu phỏng vấn thường xuyên, bao gồm cả việc được giới thiệu trên Mạng lưới ẩm thực của Rachael Ray.
Bà qua đời ở Lima, hưởng thọ 77 tuổi vào tháng 7 năm 2011 

## Giải thưởng và di sản
Izquierdo là người nhận được nhiều danh hiệu, và không lâu trước khi chết, bà được trao tặng Orden al Mérito por Servicios Distinguidos (Huân chương Công trạng cho các dịch vụ xuất sắc trong bảng xếp hạng Gran Oficial. El Rincón que no Conoces hiện đang dưới sự chỉ đạo của con gái bà, Elena Santos Izquierdo.